# Cicadòfits
Els cicadòfits (Cycadophyta) són una divisió de plantes gimnospermes caracteritzada per presentar una gran corona de fulles pinnades compostes i un estípit. Són dioiques i perennes. Sovint són confoses amb les palmeres o amb les falgueres (sobretot, el gènere Bowenia), però no estan relacionades amb cap d'aquestes. Les ciques es troben en gairebé totes les zones tropicals i subtropicals del món.
Algunes viuen en aspres terrenys semidesèrtics i poden créixer a la sorra o fins i tot a les roques. Són capaces de créixer a ple sol o a la penombra, i d'altres toleren fins i tot la sal. Tot i que avui en dia són un component minoritari en el regne vegetal, en el Juràssic foren uns dels components majoritaris de la vegetació. El sagú és, de fet, un cicadofití.
Hi ha pol·linitzadors molt especialitzats i s'ha documentat la fixació del nitrogen en associació amb cianobacteris que viuen a les arrels, els quals produeixen una neurotoxina anomenada BMMA que es troba als fruits de les ciques.

## Orígens

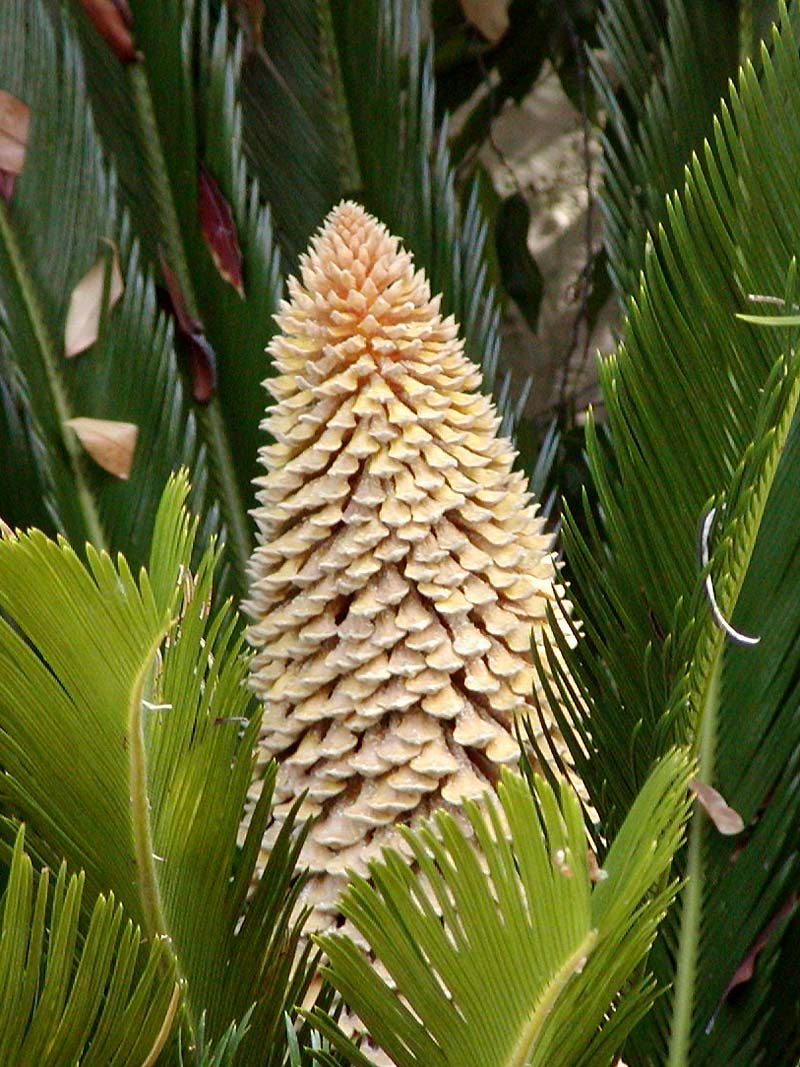
Fulles i con masculí de Cycas revoluta

El registre fòssil de les ciques data del permià primerenc, ara fa 280 milions d'anys. Hi ha certa controvèrsia sobre si els fòssils més antics de ciques daten de finals del període Carbonífer, és a dir, de fa 325-300 milions d'anys. Com que són part dels colonitzadors de la terra ferma més antics, aquest clade, probablement, es diversificà extensivament en els seus primers milions d'anys, tot i que la seva extensió no és coneguda a causa dels pocs fòssils disponibles. Les regions on les ciques són indiquen la seva anterior distribució als continents de Lauràsia i Gondwana.
La família Stangeriaceae, que consisteix en només tres espècies molt allunyades entre si, aparegué a Gondwana, ja que fòssils d'aquestes han estat localitzats en el Cretaci inferior de l'Argentina. Les Zamiaceae són més diverses, amb un registre fòssil que s'estén del Triàsic mitjà fins a l'Eocè del nord i Sud-amèrica, Europa, Austràlia i l'Antàrtida, cosa que vol dir que la família ja hi era present abans de la separació de Pangea. De les cicadàcies, es tenen fòssils de l'Eocè del Japó i la Xina, la qual cosa indica que aquesta família s'originà a Lauràsia. El gènere Cycas és l'únic que té més de 100 espècies. Anàlisis moleculars mostren que les espècies de ciques de l'Australàsia i la costa est d'Àfrica són nouvingudes, i suggereixen que podria haver ocorregut una radiació adaptativa. La distribució actual de les ciques pot ser deguda a radiacions, o podria explicar-se per la deriva genètica a la qual prosseguiria l'evolució en nous gèneres.

## Taxonomia
S'han descrit 305 espècies descrites, en 10-12 gèneres i 2-3 famílies de ciques (depenent del punt de vista taxonòmic).
El nombre d'espècies del clade és força baix comparat amb el nombre d'espècies d'altres fílums, a part del Ginkgo biloba, la darrera espècie vivent en el fílum ginkgophyta. No obstant això, recerques paleobotàniques i moleculars indiquen que la seva diversitat fou més alta en el passat. L'evidència fòssil mostra que la diversitat estructural del pol·len de les ciques en el mesozoic "excedeix considerablement els gèneres que viuen avui". Els impactes de l'extinció en la diversitat són subratllats dessota. La disparitat en les seqüències moleculars és molt alta entre els tres llinatges de ciques, però aquest fet ha desembocat en desacords sobre les divisions de les cicadals.
El nombre d'espècies descrites s'ha doblat en els darrers 25 anys. Els experts creuen que encara deuen haver-ne més de 100 espècies sense descriure, les quals, se suposen que són a l'Àsia i a Sud-amèrica, on les àrees d'endemismes són avui en dia les més altes. Les "taques de diversitat" també es troben a Austràlia, Sud-àfrica, Mèxic, la Xina i el Vietnam, i totes plegades sumen més del 70% d'espècies de ciques.
Els experts en la sistemàtica de les ciques rebutgen el concepte biològic d'espècie, ja que es poden pol·linitzar entre les diferents espècies i produir descendència fèrtil. La major part dels taxonomistes especialitzats en ciques coincideixen en una versió modificada del concepte evolutiu d'espècie, anomenat "concepte d'espècie morfogeogràfica", el qual reconeix els efectes combinats de l'aïllament geogràfic i la disparitat morfològica. Així, la presència de grans buits geogràfics en la distribució de les ciques ha afectat molt la manera en què són classificades:
Subordre Cycadinae
Família Cycadaceae
Subfamília Cycadoideae
Cycas. Vora 90 espècies del vell món (Àfrica i Japó), Austràlia i les illes del Pacífic, com Cycas circinalis i Cycas revoluta
Subordre Zamiineae
Família Stangeriaceae
Subfamília Stangerioideae
Stangeria. Una espècie a Sud-àfrica, Stangeria eriopus (Kunze) Baillon
Subfamília Bowenioideae
Bowenia. Tres espècies a Queensland, Austràlia
Família Zamiaceae
Subfamília Encephalartoideae
Tribu Diooeae
Dioon. Deu espècies a Mèxic i Amèrica central
Tribu Encephalarteae
Subtribu Encephalartinae
Encephalartos. Vora 60 espècies al sud-est d'Àfrica, com: E. friderici-guilielmi Lehmann, E. transvenosus (Modjadji cycad)
Subtribu Macrozamiinae
Macrozamia. Vora 30 espècies a Austràlia, com: M. riedlei (Fischer ex-Gaudichaud) C. A. Gardner
Lepidozamia. Dues espècies a l'est d'Austràlia: L. peroffskyana Regel
Subfamília Zamioideae
Tribu Ceratozamieae
Ceratozamia. Dotze espècies al sud de Mèxic i Amèrica central: C. mexicana Brongn.
Tribu Zamieae
Subtribu Microcycadinae
Microcycas. Una espècie a Cuba; M. calocoma (Miquel) A. DC.
Subtribu Zamiinae
Chigua. Dues espècies a Colòmbia: C. restrepoi E. Stevenson
Zamia. Vora 60 espècies del nou món des de Geòrgia fins a Bolívia

## Història
El coneixement modern de les ciques començà el segle ix, amb el recull de dos naturalistes àrabs que deien que el gènere "Cycas" era emprat per a produir farina a l'Índia. Més tard, al segle xvi, Antonio Pigafetta, Fernao López de Castanheda i Francis Drake trobaren ciques a les Moluccas, on les llavors eren menjades. La primera documentació de ciques del nou món fou per Givanni Lerio en el seu viatge al Brasil al 1576, on va observar una planta anomenada "ayrius" pels indígenes; aquella espècie és avui classificada en el gènere Zamia.
Les ciques que pertanyen al gènere Encephalartos foren descrites per primer cop per Johann Georg Christian Lehmann al 1834. El nom deriva del grec "en", que significa 'a', "cephale", que significa 'cap', i "artos", que significa 'pa'. El nom genèric fa referència al llevat obtingut dels estípits, que era emprat com a menjar per diverses tribus.
Al llarg dels segles xviii i xix, durant els viatges arreu del món de diversos naturalistes, se'n van produir descobriments de noves espècies. Un dels cercadors més notables de ciques fou el botànic nord-americà C. J. Chamberlain, el treball del qual és brillant per la tasca d'investigació que va dur a terme. Passà quinze anys viatjant per Àfrica, Amèrica i Austràlia, observant les ciques en el seu hàbitat natural, tasca que va culminar en la publicació el 1919 del llibre The Living Cycads, el qual roman encara avui en dia com una gran base de dades.

## Distribució

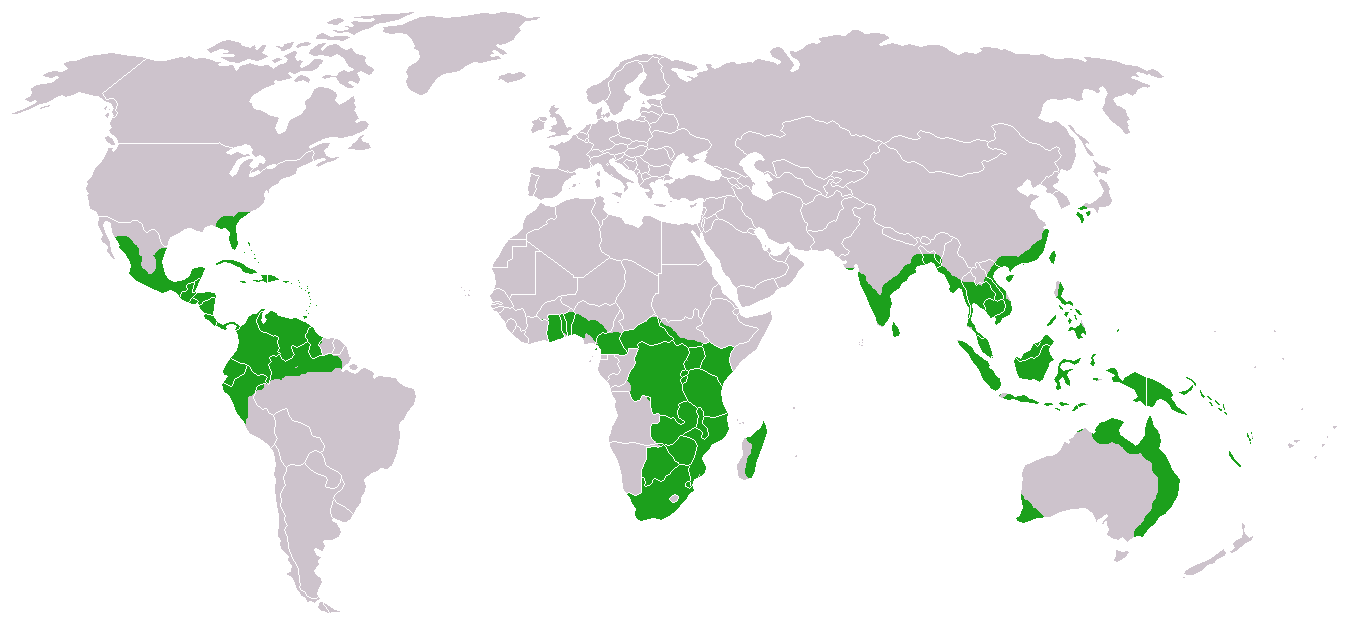
Distribució al món de les Cicadals

Les ciques es troben en gairebé totes les zones tropicals i subtropicals del món. Són a Amèrica del Sud, Amèrica central (on n'hi ha la major diversitat), Austràlia, les illes del Pacífic, Japó, Xina, l'Índia, Madagascar, l'Àfrica del Sud i la tropical, on almenys n'hi ha 65 espècies.
El conjunt de la major diversitat d'espècies és als 17˚N i 28˚S, amb una diversitat més baixa a l'equador. La diversitat més gran se'n concentra als tròpics, no pas a l'equador. No obstant això, la cúspide al tròpic septentrional és majorment a causa del gènere Cycas a l'Àsia i Zamia, al nou món, mentre que la cúspide als tròpics meridionals és conseqüència del gènere Cycas de nou i al gènere Encephalartos a l'Àfrica central i meridional, i Macrozamia a l'Austràlia. Així i tot, el patró en la distribució de les ciques pels tròpics sembla efecte de l'aïllament geogràfic dels gèneres, i és dependent en les espècies restants que no van seguir el patró d'extinció dels seus ancestres.
La Cycas és l'únic gènere que ha creuat l'abast geogràfic i, així, pot ser usada per a deduir que les ciques tendeixen a viure als tròpics. Això és així perquè aquestes àrees tenen un clima més sec amb hiverns relativament frescos; mentre que les cícades requereixen certa pluviositat, semblen xerofítiques.

## L'evolució de les espècies
No hi ha casos d'especiació simpàtrica en ciques i l'especiació al·lopàtrica sembla la forma més comuna d'especiació del grup. Això és difícil d'estudiar perquè són plantes molt longeves; per tant, encara se n'està duent la tasca d'investigació. N'és un exemple Cycas seemannii, que habita només a Fiji, Nova Caledònia, Tonga i Vanuatu. La diversitat genètica dins de les poblacions va resultar ser significantment menor que entre illes, i suggereix que la deriva genètica és com un mecanisme per a l'especiació, i probablement estigui actualment passant entre poblacions aïllades. L'al·lopatria també ha estat proposada com un mecanisme d'especiació del gènere Dioon, la qual ocorre predominantment a Mèxic. Els diversos rius que han modelat la regió, i les repetides glaciacions i les consegüents disjuncions, han estat importants en l'aïllament reproductiu no sols en "Dioon", ans en molts altres animals i plantes. L'especiació parapàtrica també ha pogut passar, especialment perquè les ciques són pol·linitzades per insectes, no pas pel vent. Així com l'abast de les espècies creix, els individus més allunyats resten protegits de la reproducció.

## Extinció
L'anterior abast de les ciques pot ser deduït de la seva distribució actual. Per exemple, la família Stangeriaceae només té tres espècies allunyades a l'Àfrica. Diversos fòssils d'aquesta família han estat datats en fa 135 milions d'anys, cosa que indica que la diversitat hauria d'haver ocorregut molt abans de les extincions del Juràssic i del Triàsic superior. Tot i això, el registre fòssil de les ciques és generalment pobre i poc pot ser deduït de com les extincions en massa van afectar-ne la diversitat.
Per contra, es poden fer correlacions entre el nombre de gimnospermes i angiospermes existents. És probable que la diversitat de les ciques fos més afectada per la gran radiació de les angiospermes a mitjans del Cretaci que per les extincions. Les ciques són de creixement força lent i, per aquesta característica, el grup no podia competir amb el ràpid creixement de les angiospermes, les quals tenen avui més de 95.000 espècies, comparades amb les 947 gimnospermes restants. És sorprenent que les ciques encara existeixin avui en dia, havent-se enfrontat amb l'extrema competició de les angiospermes i a 5 grans extincions. L'habilitat de les ciques per a sobreviure en hàbitats relativament secs on la diversitat de vegetació és menor, i la seva gran longevitat explicaria la seva llarga persistència.

## Conservació

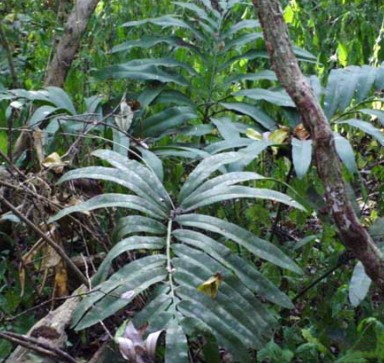
Stangeria eriopus, una espècie amenaçada de Sud-àfrica

En els darrers anys, diverses ciques han vist minvat el seu nombre i s'enfronten al perill d'extinció a causa d'espolis dels seus hàbitats naturals, com també per la destrucció dels seus hàbitats.
El 23% de les 305 espècies de ciques restants són críticament amenaçades o en perill; el 15% són vulnerables i vora un 12% estan en perill d'extinció. El 38% de les ciques són actualment en la Llista vermella de l'ICUN, i el 62% restant són en risc d'entrar a la llista vermella. Aquest valor ha canviat dramàticament en els últims anys; el 46% n'eren a la llista vermella del 1978, quan en el 1997 havia pujat fins al 82%. Això és conseqüència del descobriment recent de vora 150 noves espècies, desacords i incertesa sobre la seva classificació. Tot plegat no ha estat de gran ajut per als plans de conservació del grup.
Zamia i Chigua al nou món, Cycas a l'Àsia i Encephalartos a l'Àfrica són els gèneres més amenaçats. Almenys dues espècies ja són extintes en la natura, Encephalartos woodii i Encephalartos relictus, ambdues a l'Àfrica. Aquest patró reflecteix les pressions en aquestes regions. Les ciques són plantes longeves de reproducció infreqüent, i la majoria de poblacions actuals són petites, i exposades a risc d'extinció per culpa de la destrucció d'hàbitats. Regionalment, les ciques australianes són les menys amenaçades, ja que són localment comunes i la fragmentació de l'hàbitat és baixa. Tanmateix, la neteja de la terra amb foc és un perill per a algunes espècies. Les ciques africanes són poc comunes i estan minvant a causa de la petita mida de les poblacions i l'espoli.
Totes les ciques són a l'apèndix del CITES,
a l'apèndix II, exceptuant-ne les següents, que són a l'apèndix 1: 
- Cycas beddomei
- Stangeria eriopus
- Totes les Ceratozamia
- Ambdues Chigua
- Totes les Encephalartos
- Microcycas calocoma

Les llavors de les ciques no són regulades pel CITES, sinó que són a l'apèndix I i es tracten com plantes normals.
El 1997, la Unió Internacional per a la Conservació de la Natura i Recursos Naturals (UICN en anglès), ara coneguda com a Unió per a la Conservació del Món, va fer una llista de les vora 150 espècies de ciques amenaçades d'arreu del món que són en un estat de conservació indeterminat, rar, vulnerable, amenaçat o extint.

## Horticultura
Les ciques es poden tallar en diverses peces per produir noves plantes, tot i que el mètode més mediambientalment responsable és plantant-ne llavors. La propagació per llavors és el mètode favorit, i només existeixen dos riscos per la germinació. Un n'és que les llavors no tenen estat latent, de manera que l'embrió requereix creixement i desenvolupament, cosa que vol dir que si la llavor s'asseca, mor. El segon és que l'arrel emergent i l'embrió són força susceptibles als atacs fúngics en condicions no higièniques o condicions massa humides. Per això, molts horticultors pregerminen les llavors en medis estèrils i humits com la vermiculta o la perlita. Tanmateix, la pregerminació no n'és pas necessària. Com amb moltes altres plantes, una combinació d'un sòl ben drenat, llum, aigua i nutrients ajudaran perquè prosperi. Tot i que, a causa de la seva duresa, les ciques no necessiten que se'n tingui gaire cura, poden créixer en gairebé qualsevol medi, incloent-hi medis sense terra. Una de les causes més comunes de la mort n'és el podriment de l'estípit i les arrels per excés de reg.
Alguns insectes, particularment els corcs i insectes mastegadors, poden atacar les ciques, tot i que de vegades aquests insectes també poden dur a terme la pol·linització. Mentre que les ciques tenen una reputació de créixer lentament, això no és sempre cert i algunes creixen certament molt ràpidament: atenyen la maduresa reproductiva en 2 anys, com passa amb moltes zamies, mentre que d'altres hi triguen 15 anys, com la Lepidozamia o Macrozamia.